# Флакур, Этьен де
Этьен де Флакур (Étienne de Flacourt; 1607—1660) — французский колониальный администратор, автор первой книги о Мадагаскаре. Его именем названо растение флакуртия.

## Биография
Родился в Орлеане в семье купца. Получив основательное образование, в 1635 г. открыл аптечное заведение в Париже. В качестве одного из соучредителей компании Восточных морей совершил несколько путешествий на Мадагаскар с целью основания и обустройства французской колонии Форт-Дофин. За время странствий Флакура его жена родила двоих детей, что побудило изумлённого супруга по возвращении возбудить громкий бракоразводный процесс.
В 1648 году Флакур получил назначение руководителем колонии на Мадагаскаре. Экспедиция прибыла на остров в декабре; в числе его спутников был первый на Мадагаскаре священник — ученик Викентия де Поля. Новый губернатор усмирил бунтовавших французских моряков и отстроил главное укрепление колонии — форт Дофин (на месте современного Толаноро). Отношения с местными жителями оставались сложными, внутрь острова колонисты проникать не отваживались. При Флакуре французы предприняли попытку завладеть близлежащим островом Реюньон.
Адмирал Флакур первым из европейцев описал растительный и животный мир острова. В своем труде «История великого острова Мадагаскар» (1658, опубл. 1661) он со слов неизвестных информаторов сообщил европейцам о существовании диковинной птицы эпиорнис:
Вурон патра — гигантская птица, живет в краю ампартов [на юге Мадагаскара], откладывает огромные яйца, похожие на страусиные. Сама птица из породы страусов, обитает в безлюдных местах, чтобы её не могли поймать.
Все последующие натуралисты писали об эпиорнисе уже тогда, когда этот вид вымер. В 1655 г. Флакур вернулся во Францию, чтобы возглавить компанию Восточных морей. Утонул во время последней экспедиции на Мадагаскар, в возрасте 53 лет, где-то у берегов Португалии. На корабль Флакура напали пираты с Варварского берега, заставившие французов спрыгнуть в море.

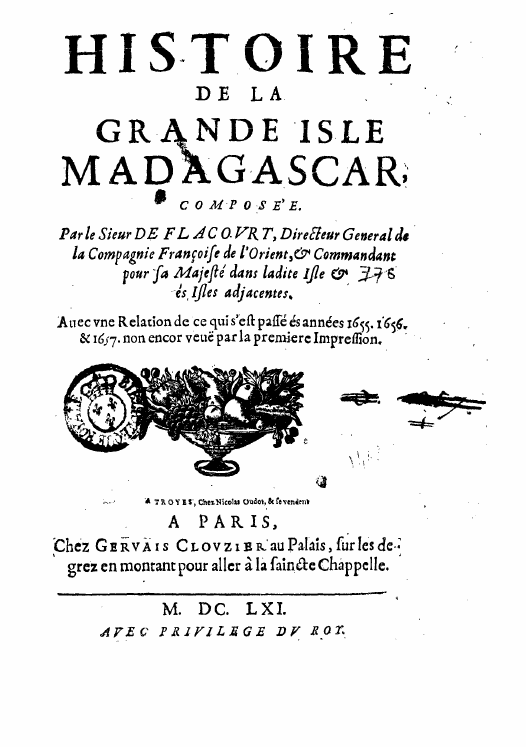
Титульный лист «Истории Мадагаскара»
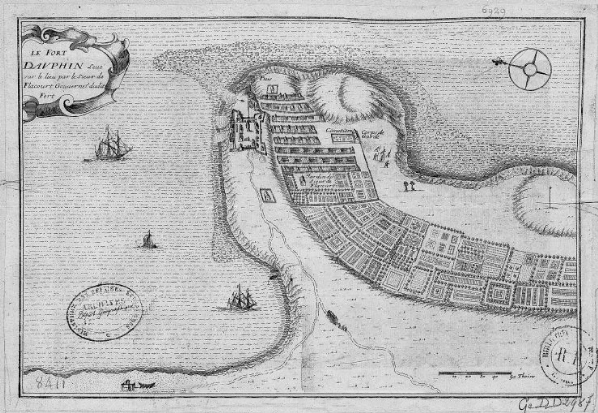
Форт Дофин (1648)
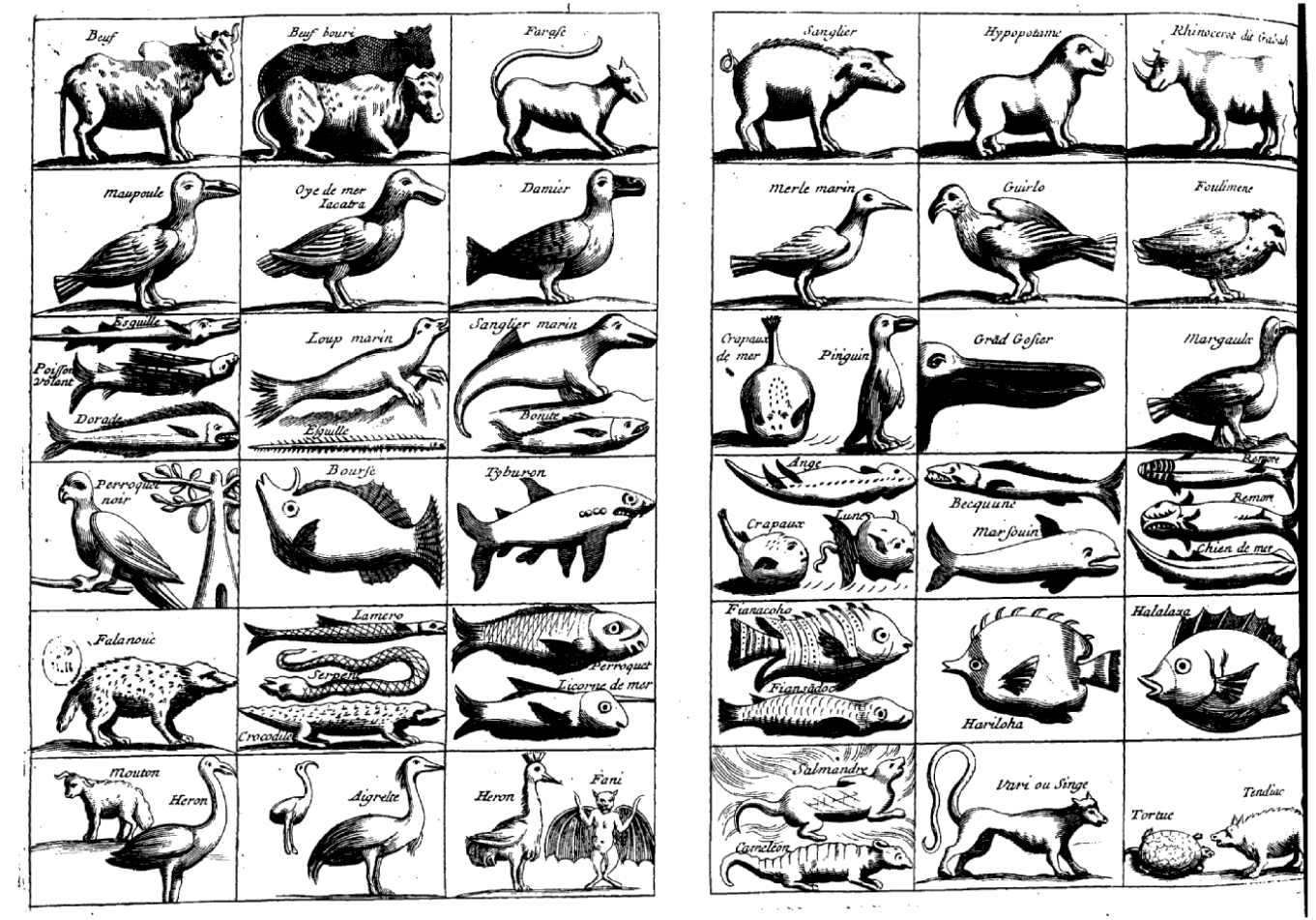
Страница книги, где описаны животные